# Brandenburg
Brandenburg (donjolužičkosrpski: Kraj Bramborska, donjonjemački: Bramborg/Brannenborg) savezna je država Njemačke, čiji je glavni grad Potsdam. Na istoku graniči s Poljskom, na jugu sa Saskom, sa Saska-Anhaltom na zapadu, na krajnjem zapadu jednim kratkim dijelom uz Labu s Donjom Saskom, na sjeveru s Mecklenburg-Zapadnim Pomorjem, a u svom središnjem dijelu u cijelosti okružuje Berlin.

## Zemljopis
Tipično za Brandenburg je da je sva infrastruktura usmjerena prema Berlinu koji je kao otok usred Brandenburga. Oni zajedno čine metropolitansko područje Berlin/Brandenburg. Oko Berlina se nalaze dobro stojeći gradovi i sela ("bogati pojas" Berlina). Tu stanuje veliki broj Berlinčana koji su htjeli živjeti izvan velegrada, u "zelenom". Na obodu Pokrajine se nalaze rijetko naseljena i uglavnom poljoprivredna područja kao Prignitz, Fläming, Spreewald, Oderbruch ili Uckermark. Oko Cottbusa, na jugoistoku Pokrajine, nalazi se područje gdje se na nizu mjesta dnevnim kopom vadi mrki ugljen.
- Najveća udaljenost sjever - jug je 291 km
- Najveća udaljenost zapad - istok je 244 km.

### Reljef
Konfiguracija površine Brandenburga određena je s dva lanca uzvisina i dvije udoline. U udolinama se nalaze riječne doline na čijim rubovima se nalaze - danas isušena - područja močvara i tresetišta, koja su svojevremeno bila korištena za vađenje treseta. Te riječne doline ovdje nazivaju i rasjeklina ili tresetište. 
Sjeverni, ili baltički lanac uzvisina meklenburške jezerske ploče se samo nevažnim odvojcima pruža u Brandenburg. Drugi lanac uzvisina koji se nalazi na jugu Brandenburga počinje s Lauziškim uzvisinama i proteže se duž granice u smjeru zapada preko Triebela i Spremberga, a zatim ide prema sjeverozapadu preko Calaua prelazi u gole i sušne uzvisine Fläminga. Južna udolina leži neposredno uz sjeverni rub ovih uzvisina i najizraženija je u području Spreewalda. Sjevernu udolinu, položenu odmah u podnožju baltičkih uzvisina, određuju doline rijeka Netze, Warthe i Odre, zatim Havelländische Luch i brazdom koju je urezala Laba.
Između tih dviju udolina leži ploča koja se od područja oko Poznanja (Poljska) pruža na zapad prema Brandenburgu. Ploču s jugoistoka prema sjeverozapadu presjecaju doline Faule Obra i Odre do utoka Nise, donja Spree i dolina Havela. Između tih dolina leži cijeli niz brežuljaka čija se visina kreće od 97 m do 157 m, a najviša točka Brandenburga je Heidenhöhe s 201,4 m.
Na ploči uglavnom preteže pješčano tlo na velikim područjima obraslo borovima, smrekama i vrijeskom i djeluje suho. Međutim, čak i na uzvisinama je glinasto i uz odgovarajuću obradu primjereno za uzgoj većine poljoprivrednih proizvoda.

### Klima
Najhladniji mjesec je s vjerojatnoćom od 53% tijekom zadnjih 100 godina bio siječanj, sa srednjom temperaturom na istoku pokrajine od -1°C. Kolebanje temperature se kreće od 15°C do -30°C. Prosječna količina padalina u siječnju je 34 mm, a sunčanih sati je prosječno 50 tijekom mjeseca.

## Politika
U Brandenburgu vlada Crveno-Crna koalicija (SPD - CDU) pod premijerom Matthias Platzeck (od 2005 i šef SPD-a).
Opoziciju čine ljevičarska stranka DieLinke.PDS i krajnje desničarska stranka DVU (Njemačka Narodna Unija).

## Grb i zastava
Prema Ustavu Savezne pokrajine Brandenburg, njen grb je crveni markgofovski orao na bijelom polju. Zastava Pokrajine je crveno-bijela s grbom postavljenim u sredini.
Markgrofovski orao i grb postoje odavno. Još 1157. je to bio, navodno, grb Brandenburškog markgrofa Otta I. Sve do kraja 2. svjetskog rata orao je na grbu imao dodatke, između ostalog, mač i oklop na grudima. Svi su ti dodatci uklonjeni, i ostao je samo orao, koji je kao grb preuzet za Brandenurg.

## Povijest
Povijesno, Brandenburg (s Berlinom, koji je bio dio Brandenburga) je bio "srce" Brandenburg-Pruske. O tome pobliže: Albrecht der Bär (osnivač Marka Brandenburg 1167.), Mark Brandenburg i Provincija Brandenburg. Prije toga je bio naseljen polapskim Slavenima.
1945. se osniva Provincija Mark Brandenburg. Ona se sastojala od vladajućih okruga Potsdam i Frankfurt na Odri nekadašnje pruske Provincije Brandenburg, no bez čitavog područja Neumark istočno od Odre. 1947. je nakon ukidanja Pruske uslijedilo preimenovanje u Zemlja Brandenburg s 27.612 km². U okviru teritorijalne reorganizacije DDRa 1952. raspuštena je Zemlja Brandenburg i podijeljena na tri okruga: Cottbus, Frankfurt na Odri i Potsdam. 14. listopada 1990. je ponovo osnovana Zemlja Brandenburg ujedinjenjem navedena tri okruga (uz neke manje izmjene. 
1996. su Brandenburžani na referendumu odbili ujedinjenje svoje pokrajine s Berlinom.

## Gospodarstvo
Težište brandenburške industrije i uslužnih djelatnosti se nalazi duž A 10, autoceste koja obilazi oko Berlina kao i u industrijskim centrima. Pored Eisenhüttenstadta na Odri i u Brandenburg na Havelu su čeličane. Uz njih se nalazi više trvornica koje prerađuju željezo i čelik. Izvan tih industrijskih centara su prehrambena industrija, drvna industrija i poljoprivreda. Na jugu Brandenburga se u dnevnom kopu vadi mrki ugljen. Težište budućeg razvoja se namjerava vezati uz turizam. Poljoprivreda ima značajni udjel u prihodima Pokrajine.
Prometni putovi Brandenburga zrakasto idu prema Berlinu. To vrijedi za željezničke pruge, ceste i vodene putove. Željezničke pruge su međusobno povezane Berlinskim vanjskim prstenom koji većim dijelom prolazi Brandenburgom. Slično je i s A 10, nazvanim Berlinski prsten, a i on je gotovo cijelom svojom dužinom na teritoriju Brandenburga. 
Najvažnija zračna luka Brandenburga se nalazi u Schönefeldu, a osim njega u Pokrajini postoji još nekoliko.

## Religija
Poput ostalih saveznih država na istoku Njemačke većina stanovništva (preko 50% ) ne pripada niti jednoj vjerskoj zajednici. Pripadnika Evangeličke (luternske) crkve njemačke je %a rimokatolika (nadbiskupija Berlin i biskupija Görlitz) 3.1 %.